# Debbie Scott-Bowker
Deborah Dawn »Debbie« Scott-Bowker, kanadska atletinja, * 16. december 1958, Victoria, Britanska Kolumbija, Kanada.
Nastopila je na poletnih olimpijskih igrah v letih 1984, 1988 in 1992, najboljšo uvrstitev je dosegla leta 1984 z desetim mestom v teku na 1500 m. Na svetovnih dvoranskih prvenstvih je osvojila naslov prvakinje v teku na 3000 m leta 1985, na panameriških igrah srebrno medaljo v isti disciplini leta 1987, na igrah Skupnosti narodov leta 1986 pa srebrni medalji v teku na 1500 m in 3000 m.